# Castelo de Mourão

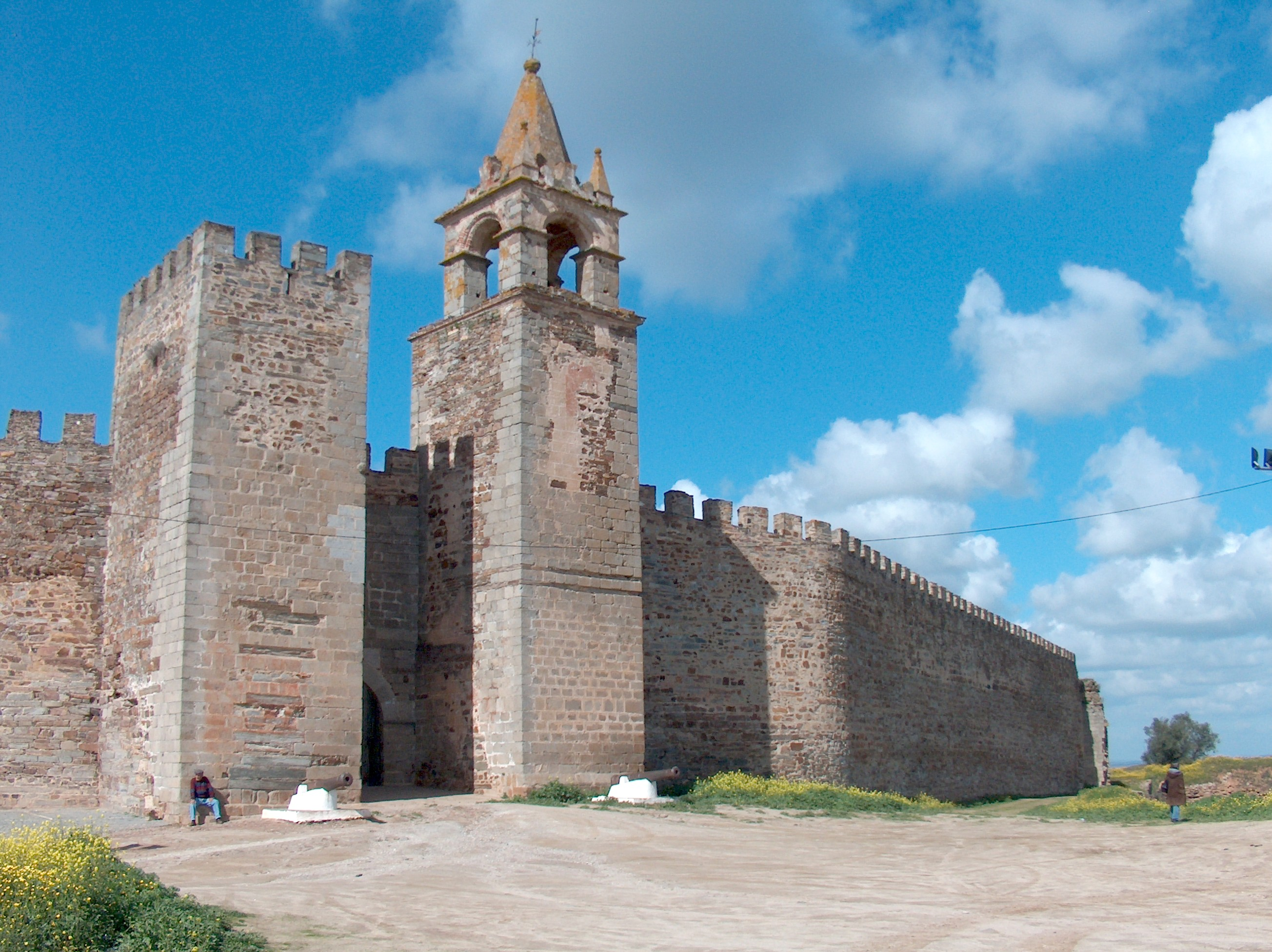
Castelo de Mourão - Entrada

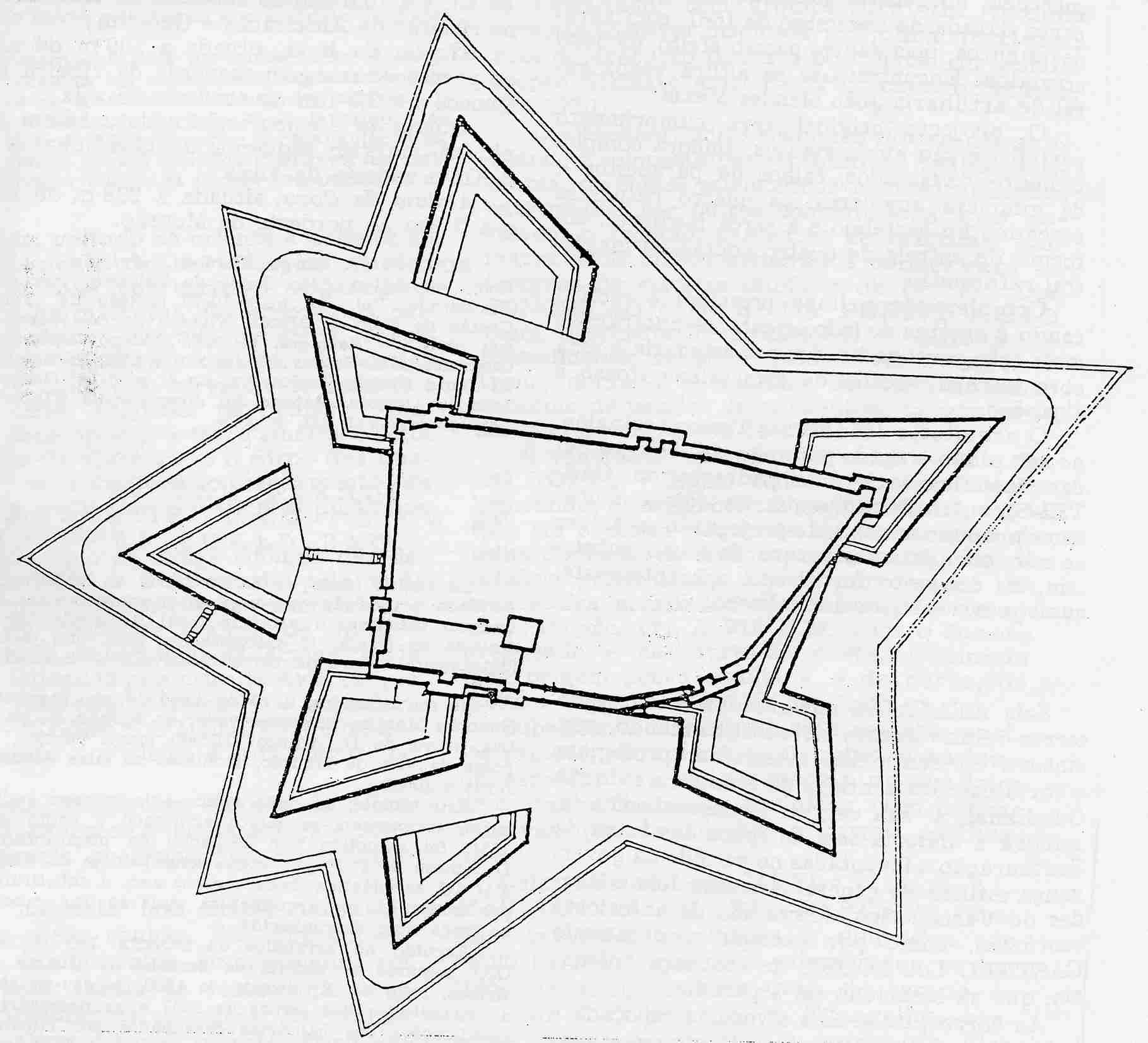
Castelo de Mourão, Portugal: planta da fortaleza abaluartada.

O Castelo de Mourão, também referido como Castelo e Forte de Mourão, no Alentejo, localiza-se na freguesia, povoação e município do mesmo nome, distrito de Évora, em Portugal.
Compreendido no território à margem esquerda do rio Guadiana, ergue-se em posição dominante sobre a antiga vila medieval. De seus muros descortinam-se a planície envolvente com o Castelo de Monsaraz a norte, e a fronteira com a Espanha a este.
Encontra-se classificado como Imóvel de Interesse Público por Decreto publicado em 18 de Julho de 1957.

## História

### Antecedentes
Pouco se sabe acerca da primitiva ocupação deste sítio, além de que, à época da Reconquista cristã da Península Ibérica, foi palco de embates entre Muçulmanos e cristãos, quando se despovoou.

### O castelo medieval
Diante da conquista portuguesa da região, os seus domínios foram doados aos cavaleiros da Ordem dos Hospitalários, sendo atribuído ao seu Prior, Gonçalo Egas, a concessão da primeira Carta de Foral à povoação, visando incentivar o seu povoamento e defesa (1226). Datará deste período, sob o reinado de D. Sancho II (1223-1248), a construção ou reconstrução da fortificação.
Um novo foral foi outorgado à vila por D. Afonso III (1248-1279), em 1254.
Sob o reinado de D. Dinis (1279-1325), a vila de Mourão recebeu novo foral (1296), confirmado em 1298. Neste período, o primitivo castelo foi reformado, passando a contar com três torres.
Quando da crise de 1383-1385 a vila e seu castelo destacaram-se na luta pelo partido do Mestre de Avis.
Posteriormente, sob o reinado de D. Manuel I (1495-1521), a povoação e seu castelo encontram-se figurados por Duarte de Armas (Livro das Fortalezas, c. 1509). Recebeu do soberano o Foral Novo, a partir de quando conheceu novo surto de reformas, com a traça dos arquitetos militares Diogo e Francisco de Arruda, mestres das obras régias da comarca de Antre-Tejo e Odiana. Data deste período, no século XVI, a edificação da igreja matriz, no interior do recinto amuralhado.

### DaDinastia Filipinaaos nossos dias
Se a vila e o Castelo de Mourão aderiram a Filipe II de Espanha durante a crise de sucessão de 1580, quando da Restauração da independência (1640), entretanto, Pedro de Mendonça Furtado foi um dos primeiros a hastear o pendão de D. João IV (1640-1656). A sua fortificação foi, a partir de então, reformulada com projeto a cargo do arquiteto militar francês Nicolau de Langres, compreendendo quatro novos baluartes, revelins e fosso, dos quais restam, hoje, poucos vestígios.
Em boas condições de conservação, o castelo é uma atração turística valorizada pela comunidade.

## Características
O castelo é composto por uma muralha medieval, erguida em um curioso aparelho que combina pedras de xisto, mármore e granito, reforçada por seis torres de planta quadrangular. Nela se rasgam as portas, flanqueadas por torreões, algumas em arco ogival no estilo gótico. Entre as torres destaca-se a de menagem, em estilo gótico, com porta abrindo-se para a praça de armas.
No interior da cerca subsistem os vestígios da Casa da Guarda e dos antigos Paços do Concelho.
As remodelações do século XVII incluíram baluartes nos quatro ângulos da muralha e revelins em frente às cortinas.